# طنز

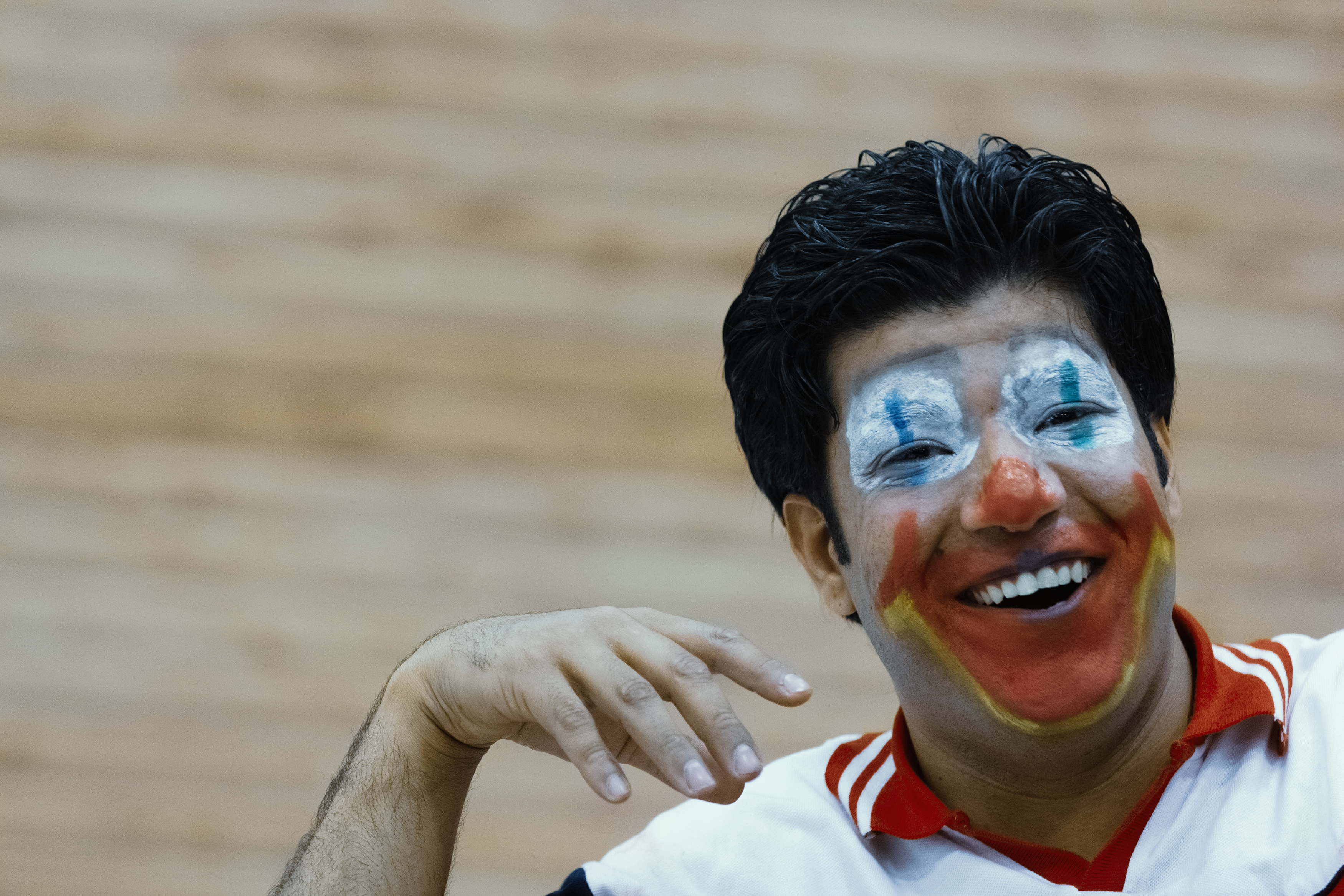
بازیگر کمدی، یک تئاتر طنز در ایران

طَنز، هنری است که عدم تناسبات در عرصه‌های مختلف اجتماعی را که در ظاهر متناسب به نظر می‌رسند، نشان می‌دهد و این خود مایه خنده می‌شود. هنر طنزپردازی، کشف و بیان هنرمندانه و زیبایی‌شناختی عدم تناسب در این «متناسبات» است.
طنز هنری مکتوب است و اجرای آن در دیگر گونه‌های نمایشی به‌طور نمونه تئاتر، سینما یا تلویزیون، کمدی نامیده می‌شود.

## ریشهٔ واژه
طنز، واژه‌ای عربی و به معنای طعنه زدن و معادل شوخی در فارسی است. معادل انگلیسی طنز، satire از ریشهٔ satira در لاتین و satyros یونانی است. ساتیرا نام ظرفی پر از میوه‌های متنوع بود که به یکی از خدایان کشاورزی هدیه داده‌شده و به معنای واژگانی «غذای کامل» یا «آمیخته‌ای از هرچیز» بود.

## تفاوت طنز با هجو و هزل و ارتباطشان با کمدی
طنز و هجو هر دو نوعی از مطایبه یا همان شوخ‌طبعی هستند. اما هجو به قصد مسخره کردن، ریشخند یا تخریب شخصیت کسی نگاشته می‌شود؛ هجو قصد اصلاح ندارد و هدف اصلی آن نابودی شخصیت طرف مقابل است. هزل نیز استفاده از الفاظ رکیک است و سخنی است که در آن مضامینی خلاف اخلاق و ادب بیاید؛ آثار هجو گاهی با هزل همراه هستند؛ یعنی ادبیات رکیک و گاهی با جدّ؛ یعنی ادبیات رسمی برای تخریب رقیب یا دشمن استفاده می‌شود. هجو لزوماً همیشه شوخ‌طبعانه نیست و ممکن است بسیار طعنه‌دار برای طنز در نظر گرفته شود، معمولاً مقاصد اصلاح طلبانه و اجتماعی در آن مطرح است. طنز با بیان ظریف مشکلات و کاستی‌ها، با زبانی غیرمستقیم سعی در اصلاح آن‌ها دارد؛ و در نهایت، کمدی نوعی بیان مطایبه‌آمیز به صورت تصویری مثل سینما و تئاتر است و می‌تواند از همه شاخه‌های شوخ‌طبعی و مطایبه (طنز، هجو و هزل) استفاده کند.

## تعریف اصطلاح
در ادبیات طنز به نوع خاصی از آثار منظوم یا منثور ادبی گفته می‌شود که اشتباهات یا جنبه‌های نامطلوب رفتار بشری، فسادهای اجتماعی و سیاسی یا حتی تفکرات فلسفی را به شیوه‌ای خنده دار به چالش می‌کشد. در تعریف طنز آمده‌است: «اثری ادبی که با استفاده از بذله، وارونه سازی، خشم و نقیضه، ضعف‌ها و تعلیمات اجتماعی جوامع بشری را به نقد می‌کشد.» جانسون طنز را این گونه معنی می‌کند: «شعری که در آن شرارت و حماقت سانسور شده باشد.»
به کار بردن کلمه طنز برای انتقادی که به صورت خنده‌آور و مضحک بیان شود در فارسی معاصر سابقه زیاد طولانی ندارد. هرچند که طنز در تاریخ بیهقی و دیگر دیگر آثار قدیم زبان فارسی به کار رفته، ولی استعمال وسیعی به معنای satire اروپایی نداشته‌است. در فارسی، عربی و ترکی کلمه واحدی که دقیقاً این معنی را در هر سه زبان برساند وجود نداشته‌ است. سابقاً در فارسی هجو به کار می‌رفت که بیشتر جنبه انتقاد مستقیم و شخصی دارد و جنبه غیر مستقیم ساتیر را ندارد و اغلب آموزنده و اجتماعی هم نیست. در فارسی هزل را نیز به کار برده‌اند که ضد جد است و بیشتر جنبه مزاح و مطایبه دارد.

## ماهیت طنز
طنز تفکربرانگیز است و ماهیتی پیچیده و چند لایه دارد. گرچه طبیعتش بر خنده استوار است، اما خنده را تنها وسیله‌ای می‌انگارد برای نیل به هدفی برتر و آگاه کردن انسان به عمق رذالت‌ها. گرچه در ظاهر می‌خنداند، اما در پس این خنده واقعیتی تلخ و وحشتناک وجود دارد که در عمق وجود، خنده را می‌خشکاند و انسان را به تفکر وامی‌دارد. به همین خاطر دربارهٔ طنز گفته‌اند: «طنز یعنی گریه کردن قاه قاه، طنز یعنی خنده کردن آه آه.» در نتیجه طنز را می‌توان مانند یک تیغ جراحی فرض نمود زیرا کار تیغ جراحی برش جایی به منظور بهبود آن می‌باشد.
طنز در ذات خود انسان را برمی‌آشوبد، بر تردیدهایش می‌افزاید و با آشکار ساختن جهان همچون پدیده‌ای دوگانه، چندگانه یا متناقض، انسان‌ها را از یقین محروم می‌کند. جان درایدن در مقاله «هنر طنز» ظرافت طنز را به جدا کردن سر از بدن با حرکت تند و سریع شمشیر تشبیه می‌کند، طوری‌که دوباره در جای خود قرار گیرد.

## طنز در ادبیات کلاسیک و مدرن جهان

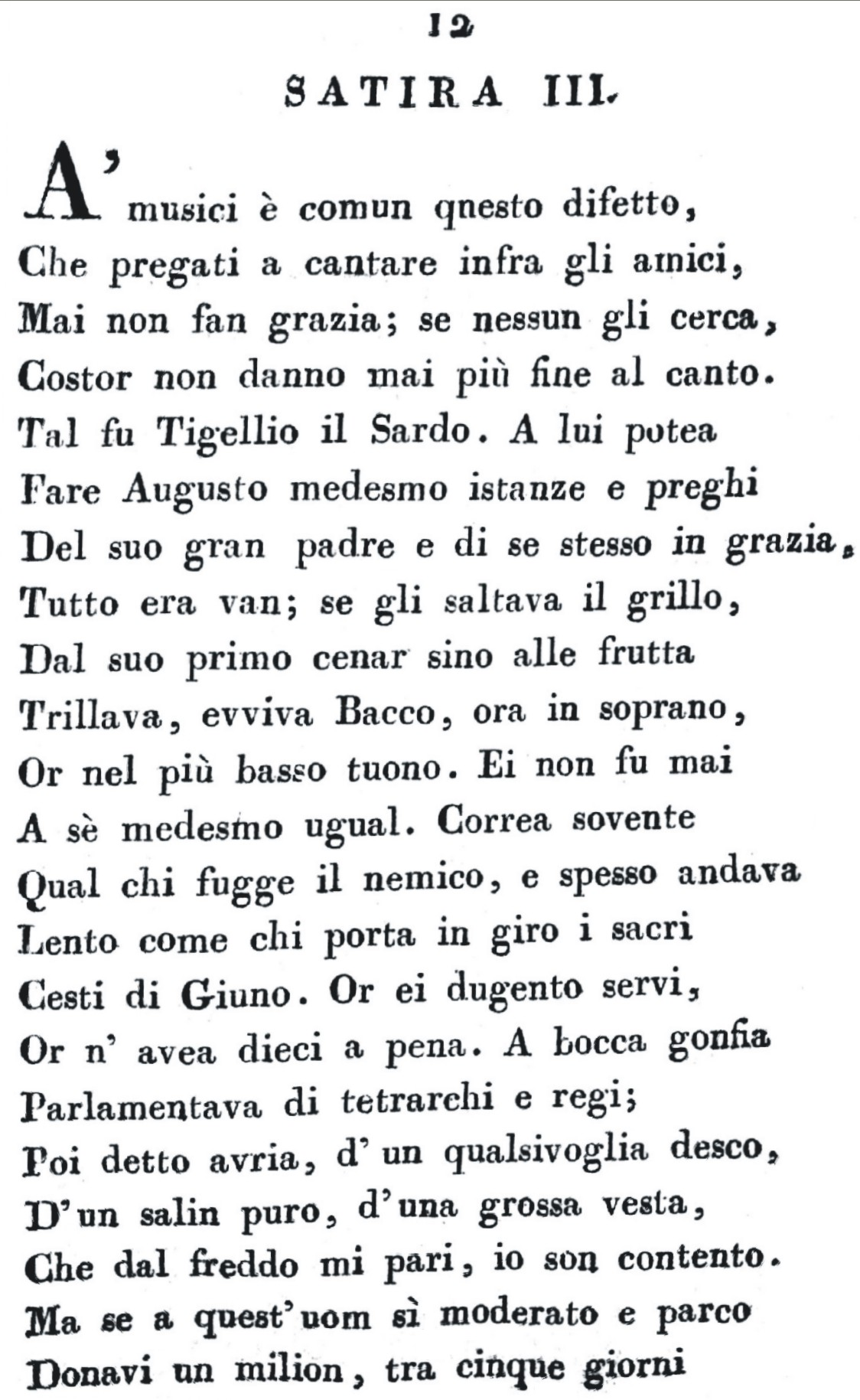
"لو الکترونیکی طنز l' epistole دی س Orazio Flacco"، چاپ شده در سال ۱۸۱۴.

در میان شاعران یونان و روم، شعرهای طنز آرخیلوخوس، هیپوناکس، آریستوفان، لوسیلیوس، هوراس و جوونال قدیمی‌ترین نمونه‌هاست. در ادبیات قرون وسطای انگلیس از قصه‌های کنتربری اثر جفری چاوسر و منظومه رؤیای پی‌یرز شخم‌زن اثر ویلیام لنگلند می‌توان نام برد. در دوران رنسانس رابله، سروانتس و لوییجی پولچی مشهورترین طنزپردازان هستند.
آثار طنز ابتدا به صورت شعر بود و بعدها شیوه‌های روایی را هم دربر گرفت. امروزه در ادبیات جهان، مشهورترین طنزنویسان، خبرنویسانی چون سروانتس، رابله، ولتر، جوناتان سویفت، هنری فیلدینگ، جوزف آدیسون، ویلیام تکری، مارک تواین، جرج اورول، جوزف هلر، سینکلر لوئیس، جان چیور و آلدوس هاکسلی هستند.

## طنز در ادبیات فارسی
در ادبیات کلاسیک فارسی، طنز در میان آثار نویسندگان دوره‌های مختلف به اشکال گوناگون وجود داشت. در صدر این افراد، عبید زاکانی پدر هنر طنز در ادبیات فارسی است.
اما نثر و طنز معاصر با مقالات علی اکبر دهخدا آغاز شد. مقالاتی که در  نشريه صور اسرافيل با مدیریت جهانگیرخان صوراسرافیل با عنوان چرند و پرند منتشر شد. چرند و پرند با الهام‌گیری از شیوهٔ نثرنویسیِ میرزا جلیل محمد قلی‌زاده در نشریه طنز ملا نصرالدین منتشر می‌شد.
هم‌زمان با دهخدا در نثر، ایرج میرزا و سید اشرف‌الدین حسینی در طنز منظوم راه‌های جدیدی گشودند. از طنزنویسان متاخرتر می‌توان به محمد علی جمالزاده با کتاب زیبای صحرای محشر و کباب غاز، کیومرث صابری فومنی (گل آقا)، ابوالفضل زرویی نصرآباد، ابوالقاسم حالت، منوچهر احترامی، جواد مجابی، هادی خرسندی، سید ابراهیم نبوی، عمران صلاحی،مرتضی فرجیان، محمد حاج حسینی، منوچهر پازوکی، پوریا عالمی، محمدرضا عالی‌پیام، ناصر فیض، رضا رفیع و محمود فرجامی اشاره کرد.

## شیوه‌های طنز
آثار ادبی طنز را با تکنیک‌هایی خلق می‌کنند، مثل کوچک کردن، بزرگ کردن، تقلید مضحک از یک اثر ادبی شناخته شده، ایجاد موقعیتی در داستان یا نمایش که به خودی خود طنزآمیز است یا به کار بردن عین کلمات کسی که مورد طنز قرار می‌گیرد و ایجاد چهارچوبی مضحک برای آن.

## طنز و لطیفه‌های مکتوب و شفاهی
طنز یعنی بیان هنرمندانه و نقادانهٔ کژی‌ها و نادرستی‌ها به قصد اصلاح و نه تخریب. طنز فاخرترین گونهٔ شوخ‌طبعی نسبت به گونه‌های دیگرش هزل و هجو و فکاهی است. لطیفه‌ها عمدتاً از نوع فکاهی‌اند؛ اما آن‌جا که رنگ و بوی تمسخر قومی یا شخصی خاص می‌گیرند، به هجو متمایل می‌شوند. البته لطیفه‌های زیادی هم هستند که اقدام به انتقاد از فرد، گروه، جامعه و نظام خاصی می‌کنند که در دسته «طنز» قرار می‌گیرند.
این حقیقت که طنز در میان عامه‌است، ادعای گزافی نیست. طنزی که در ادبیات عامه ماندگار شود، قطعاً قدرت بالایی دارد. طنزهای شفاهی بخش مهمی از ادبیات عامه‌اند. البته لطیفه (جوک) تنها بخشی از طنز شفاهی است. طنز نهفته در مثل‌ها، متل‌ها و حکایت‌های بین مردم نیز بخشی از طنز شفاهی است.